# Lobroekdok

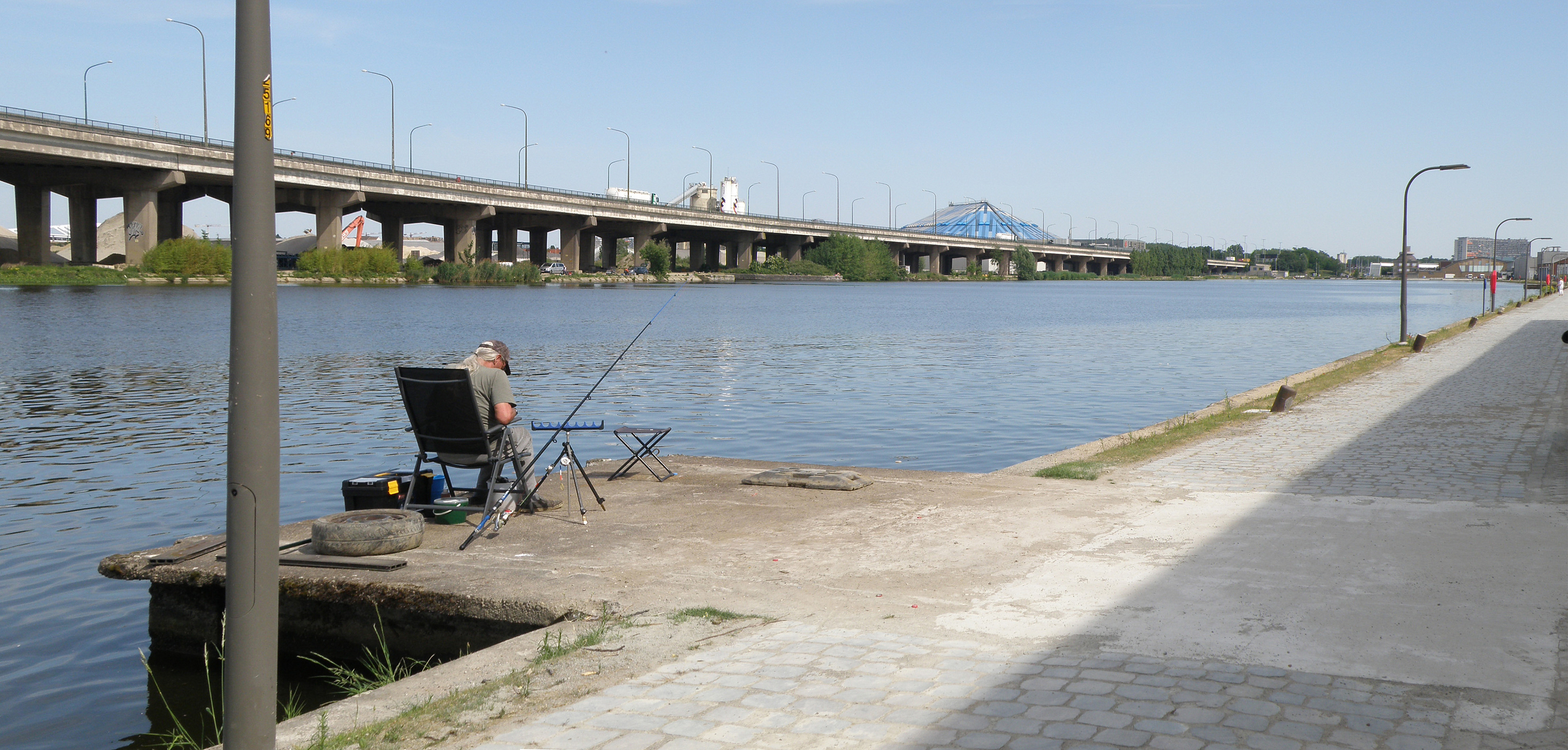
Het Nieuw Lobroekdok anno 2020. Links het viaduct van Merksem. Verder op de achtergrond, met blauw schilddak: het Sportpaleis. Blikrichting zuidoost.

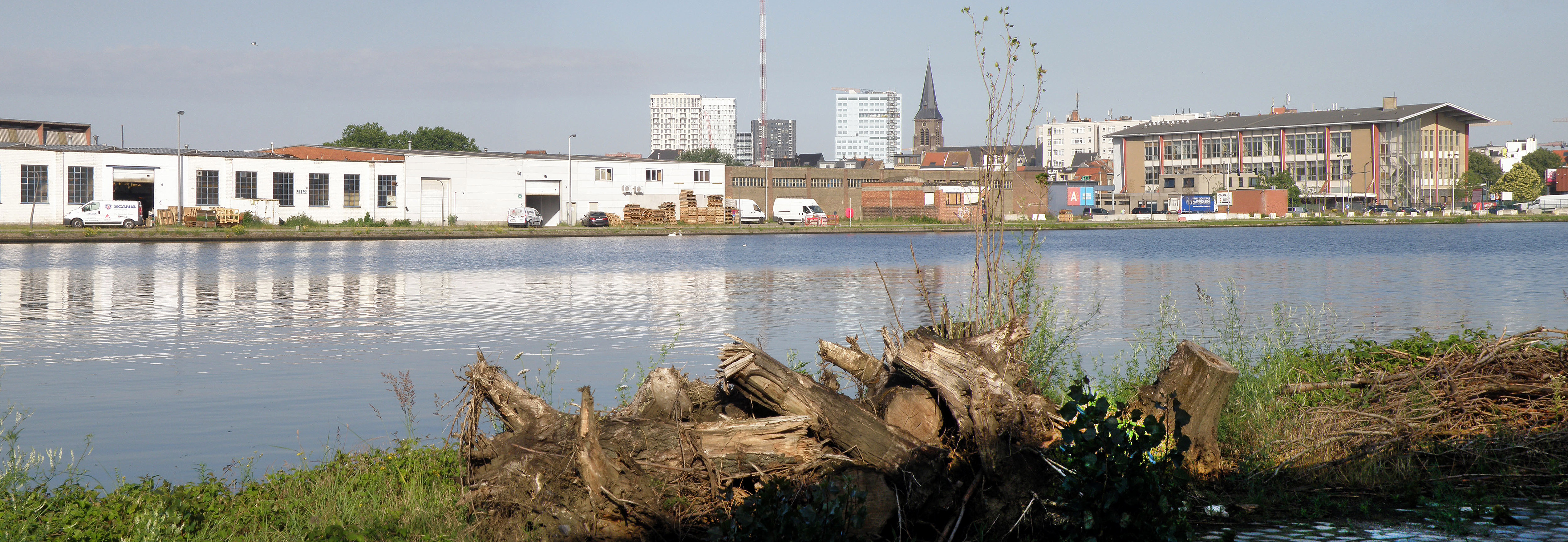
Blik op de zuidzijde van het dok, met o.m. slachthuis en klokkentoren van de Sint-Lambertuskerk aan de Lobroekstraat.

De naam Lobroekdok is gegeven aan twee dokken in de haven van Antwerpen; het Oude en het Nieuw Lobroekdok. 
Het Oude Lobroekdok (1878-1957) werd ook wel Noordschippersdok genoemd en lag ten westen van het huidige Nieuw Lobroekdok aan de wijk Dam toen de IJzerlaan nog een deel van het Kempisch kanaal was. De straten Noordschippersdok en Lange Lobroekstraat herinneren aan de omvang van het Oude Lo(o)broekdok dat in 1878 werd gegraven en in 1957 werd gedempt.
Het Nieuw Lobroekdok (1938) ligt in Noord-Antwerpen, aan het Albertkanaal. Aan de noordzijde en bijna vlak boven het dok loopt de Antwerpse Ring, de R1, en aan de zuidkant van het Lobroekdok loopt de Slachthuislaan, een onderdeel van de Singel, de R10.
Het Lobroekdok is een gedeelte van de vestinggracht van de Brialmontomwalling uit 1859, vandaar de geringe diepte van amper twee meter. Ook bevindt zich op de bodem veel modder afkomstig van de Schijn, die aan de Schijnpoort en het Sportpaleis in het dok uitmondt. In 1938 werd de gracht tot dok omgevormd. Het dok is 900 meter lang en 140 meter breed. Het dok ligt er onderkomen bij, het was al jaren niet meer uitgebaggerd, terwijl dat wel dringend nodig was.
In mei 2017 werden de saneringswerken voor het Lobroekdok opgestart. Ongeveer 220.000m³ verontreinigd slib werd uit het dok verwijderd en 17 scheepswrakken werden geborgen. De werken waren nodig voor de aanleg van de verdiepte ligging van de Oosterweelverbinding en de bestaande ring.
Zowel het Oud als het Nieuw Lobroekdok waren beperkte schuildokken voor lichters, die er voor lange tijd oplagen of voor reparaties bij E. & F. - Willaerts lagen, en motorjachten. Zeiljachten konden niet onder de bruggen van de Noorderlaan en de Ring met hun hoge masten. De stedelijke Jachtclub SODIPA lag er, maar die is in 2006 verhuisd naar het Kempisch dok. Verder waren er aan de achterkant van het dok, aan de Slachthuislaan, waar voorheen de slachterijen stonden, de Ciments d'Obourg- en Fraters E. Equinox-bedrijven gelegen.
Er werd op de IJzerlaan een kanaal aangelegd zodat het water van de Schijn van het Lobroekdok naar het Asiadok kan afvloeien.
Op de Antwerpse rechteroever van de Schelde:
Albertdok · Amerikadok · Asiadok · Bevrijdingsdok · Bonapartedok · Churchilldok · Derde Havendok · Eerste Havendok · Graandok · Hansadok · Houtdok · Industriedok · Kanaaldok · 
Kattendijkdok · Kempisch dok · Kooldok · Leopolddok · Lobroekdok · Margueriedok · Marshalldok · Noordschippersdok · Petroleumdok · Sasdok · Schippersdok · Schuildok voor Lichters · Siberiadok · Steendok · Straatsburgdok · Suezdok · Tweede Havendok · Verbindingsdok · Vierde Havendok · Vijfde Havendok · Willemdok · Zesde Havendok · Zuiderdokken
Op de Oost-Vlaamse linkeroever van de Schelde:
Deurganckdok · Doeldok · Noordelijk Insteekdok · Saeftinghedok · Verrebroekdok · Vrasenedok · Waaslandkanaal · Zuidelijk Insteekdok